# Глобаре (Глоговац)
Глобаре (алб. Gllobar) је насеље у општини Глоговац, Косово и Метохија, Република Србија.

## Историја
Глобаре припада џаматском типу равничарских дреничких села, чије су махале у извесном растојању једна од друге. У непосредној близини Глобара налази се старо гробље названо „Чумино гробље“, које потиче из старих времена када је куга харала у овим крајевима.

## Становништво
Према проучавањима насеља и порекла становништва у 1936. години, Глобаре је имало следеће етнографско-антропогеографско стање:
Срби (колонисти)
- Маринковић (1 кућа). Пореклом су из Дрвара – Босна. Славе Ђурђевдан.
- Спасић (1 кућа). Пореклом је овај род из Гласовика – Топлица, старином су из Врањске Пчиње. Славе Св. Арханђела Михаила.
- Тодоровић (1 кућа). Пореклом су из Бублице – Пуста Река, а старином из Црне Траве. Славе Св. Арханђела Михаила.
- Тонић (1 кућа). Пореклом су из Бреговине – Топлица, старином су из Васојевића – Црна Гора, одакле су због крвне освете прешли на Копаоник, одакле су се преселили у Црну Траву, па потом у Топлицу. Славе Св. Николу.
- Момчиловић (1 кућа). Преклом су из Бреговине – Топлица, а старином су из Црне Траве. Славе Св. Арханђела Михаила
- Миленковић (1 куча). Пореклом су из Бреговине – Топлица, а старином су из Црне Траве. Славе Св. Николу.
- Карановић (1 кућа). Пореклом су из Великог Очијева – Босна. Славе Ђурђевдан.
- Медан (1 кућа). Пореклом су из Пољице, срез Столац. Славе Св. Јована Крститеља.

Албанци
- Исаковић (14. кућа). Од фиса Мзез. Пореклом су из Албаније, одакле су досељени пре 140 година. У време досељавања доселила се једна кућа, па су се у овом насељу изделили, образујући три брака: Кадриовић, 4 куће, Зећировић, 4 куће, и Исаковић, 6 кућа.
- Краштиц (8 кућа). Од фиса Ељшан. Старином су из Албаније, а досељени су у Дреницу пре 150 година, у време досељавања, дошла 1 кућа.
- Марин (15 кућа). Од фиса Мзи. Пореклом су из Албаније, одакле је 1730. године, досељена једна кућа.
- Бинаковић (5 кућа). Од фиса Ељшан. Старином су из Албаније, одакле је пре 130 година досељена 1 кућа.
- Дешишк (2 куће). Од фиса Гаш. Ово је мухаџирски род, пореклом из Дешишке у пределу Косанице, одакле су 1879. године пресељени у Бариљево – Косово, одакле су се доселили у Дреницу 1934. године на купљену земљу.

## Демографија
Према наведеним подацима у 1936. години, у селу Глобару, порекло становништва има овај лик: Албанаца има родова 5, са 44 куће и Срба колониста родова 8, са 8 кућа.
| Година       | 1948 | 1953 | 1961 | 1971 | 1981 | 1991 |
| ------------ | ---- | ---- | ---- | ---- | ---- | ---- |
| Становништво | 486  | 557  | 620  | 752  | 1106 | 1453 |

|  |